# Eugenio Beltrami

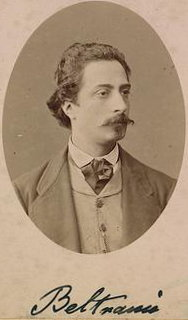
Eugenio Beltrami

Eugenio Beltrami (Cremona, 16 november 1835 - Rome, 18 februari 1900) was een Italiaans wiskundige die bekendstaat voor zijn werk op het gebied van de differentiaalmeetkunde en de wiskundige natuurkunde. Zijn werk staat verder bekend voor zijn heldere uitleg. 
Beltrami bekleedde leerstoelen aan de universiteiten van Bologna, Pisa, Rome en Pavia. 
Hij was de eerste om de consistentie van niet-Euclidische meetkunde te bewijzen door deze te modelleren op een oppervlak van constante kromming, de pseudosfeer, en in het inwendige van een n-dimensionale eenheidsbol, het zogenaamde Beltrami-Klein-model. Hij ontwikkelde ook de enkelvoudige waardedecompositie voor matrices, die later meerdere malen werd herontdekt. Beltrami's gebruik van differentiaalrekening voor problemen in de wiskundige natuurkunde beïnvloedde indirect de ontwikkeling van tensorrekening door Gregorio Ricci-Curbastro en Tullio Levi-Civita.
Op het einde van zijn leven, in 1899, werd hij benoemd tot senator van het koninkrijk Italië.